# Donald H. Clausen
Donald Holst Clausen (ur. 27 kwietnia 1923 w Ferndale, zm. 7 lutego 2015 w Fortunie) – amerykański polityk, członek Partii Republikańskiej.

## Działalność polityczna
W okresie od 22 stycznia 1963 do 3 stycznia 1975 przez sześć kadencji był przedstawicielem 1. okręgu, a od 3 stycznia 1975 do 3 stycznia 1983 przez cztery kadencje był przedstawicielem 2. okręgu wyborczego w stanie Kalifornia w Izbie Reprezentantów Stanów Zjednoczonych.